# Б'єрн Еммерлінґ
Б'єрн Еммерлінґ (нім. Björn Emmerling, 16 листопада 1975) — німецький хокеїст на траві.
Бронзовий призер Олімпійських Ігор 2004 року, учасник 1996, 2000 років.
Бронзовий призер Чемпіонату Європи 2005 року.
Срібний призер Трофею чемпіонів 2000, 2002, 2006 років.